# Jan-Hendrik Passoth
Jan-Hendrik Passoth (* 1978) ist ein deutscher Soziologe.

## Leben
Von 1998 bis 2003 studierte er Soziologie, Informatik und Politikwissenschaften an der Universität Hamburg (2003 Magister Artium Soziologie). Nach der Promotion 2007 in Hamburg zum Dr. phil. und der Habilitation 2017 an der Europa-Universität Viadrina (Venia Legendi „Soziologie“) wurde er 2020 Professor für Techniksoziologie in Frankfurt an der Oder.
Seine Arbeitsschwerpunkte sind Wissenschafts- und Technikforschung: Digitalisierung, Datengesellschaft, Algorithmic Culture, Wissenschaftssoziologie: Datenwissenschaften/Statistik, Computerwissenschaften, Sozial- und Politikwissenschaften und Sozialtheorie: Praxistheorie, Akteur-Netzwerk-Theorie, Pragmatismus, Qualitative Methoden (Ko-Laborative Forschung, politische Ethnographie, Digital Methods).

## Schriften (Auswahl)
- Technik und Gesellschaft. Sozialwissenschaftliche Techniktheorien und die Transformation der Moderne. Wiesbaden 2008, ISBN 978-3-531-15582-1.
- als Herausgeber mit Birgit Peuker und Michael Schillmeier: Agency without actors? New approaches to collective action. London 2012, ISBN 978-1-138-01998-0.
- als Herausgeber mit Josef Wehner: Quoten, Kurven und Profile. Zur Vermessung der sozialen Welt. Wiesbaden 2013, ISBN 3-531-17189-5.
- als Herausgeber mit Thorben Mämecke und Josef Wehner: Bedeutende Daten. Modelle, Verfahren und Praxis der Vermessung und Verdatung im Netz. Wiesbaden 2018, ISBN 3-658-11780-X.